# Песь (село)
Песь — село (в 1962—1999 — посёлок городского типа) в Хвойнинском районе Новгородской области России.
Население — 1552 человек (на 1 января 2014 года). Площадь 345 га

## География
Расположено на реке Песь вблизи озера Емецкое, административный центр Песского сельского поселения.
Через село проходит железная дорога, имеется станция.

## Население
| 2009 | 2010  |
| ---- | ----- |
| 1683 | ↗1684 |

## История
Первые упоминания о населённом пункте относятся к XVIII веку, когда он был известен под названием Новоселицы. В 1920-е годы он был переименован в Песь — по имени реки. Экономическое значение Песи повысилось в связи со строительством здесь железнодорожной станции и лесопильного завода (построен в 1922 году, начал работать в 1924 году).
24 декабря 1962 года решением Новгородского облисполкома № 776 населённый пункт Песь был отнесён к категории рабочих посёлков.
В 1999 году в соответствии с постановлением Новгородской областной думы № 380-ОД от 24 ноября 1999 года посёлок Песь был переведён в разряд сельских поселений.

## Инфраструктура
В селе расположен дом престарелых ГУСО «Дом-интернат для престарелых и инвалидов Песь».

## Топографические карты
- Лист карты O-36-XI Хвойная. Масштаб: 1 : 200 000. Состояние местности на 1976-1980 год. Издание 1986 г.